# NGC 2281

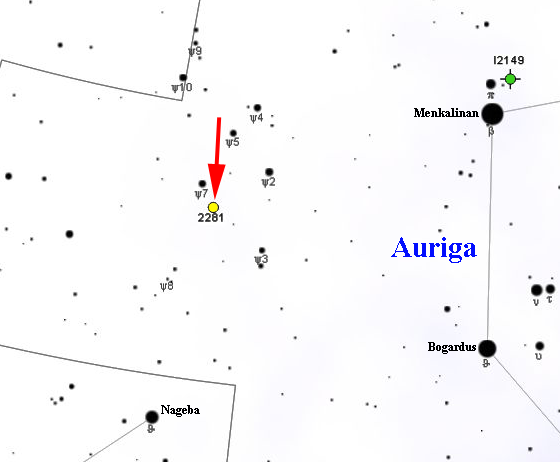
NGC 2281在天球中的位置

NGC 2281是一个位于御夫座的疏散星团。